# Paradela (Junquera de Espadañedo)
Paradela es un lugar español situado en la parroquia de Niñodaguia, del municipio de Junquera de Espadañedo, en la provincia de Orense, Galicia.

## Demografía
| Gráfica de evolución demográfica de Paradela entre 2000 y 2022 |
|                                                                |
| Datos según el nomenclátor publicado por el INE.               |